# Ivánbattyán
Ivánbattyán es un pueblo ubicado en el distrito de Siklós, en el condado de Baranya, Hungría.

## Superficie
Posee una superficie de 6,130 kilómetros cuadrados.

## Demografía
Hasta 2019 la población era de 124 habitantes, con una densidad de población de 20,23 habitantes por kilómetro cuadrado.